# Hoffmeyer's Legacy
Hoffmeyer's Legacy è un cortometraggio muto del 1912 diretto da Mack Sennett con Ford Sterling, Alice Davenport e Charles Avery. Il film segnò il debutto cinematografico dei Keystone Cops.

## Produzione
Il film fu prodotto dalla Keystone Film Company.

## Distribuzione
Distribuito dalla Mutual Film, il film uscì nelle sale cinematografiche USA il 23 dicembre 1912. Veniva programmato in split reel, proiettato insieme al corto Drummer’s Vacation.